# Начис
На̀чис (на английски: Naches) е град в окръг Якима, щата Вашингтон, САЩ. Начис е с население от 643 жители (2000) и обща площ от 1 km². Намира се на 449 m надморска височина. ЗИП кодът му е 98929, 98937, а телефонният му код е 509.